# Französische Basketballnationalmannschaft der Damen
Die französische Basketballnationalmannschaft der Damen vertritt Frankreich bei internationalen Basketballwettbewerben. Zu ihren größten Erfolgen zählen die Silbermedaillen bei den Olympischen Sommerspielen in London 2012 und in Paris 2024 sowie die Europameisterschaftstitel 2001 und 2009.

## Geschichte
Seit der Europameisterschaft 1938 beteiligt sich die französische Damen-Nationalmannschaft an internationalen Turnieren.  Nach einem dritten Platz bei der Weltmeisterschaft 1953 waren die Erfolge zunächst ausgeblieben. Seit dem Beginn der 1990er Jahre gehört die französische Auswahl zur europäischen Spitze, was durch zwei Titelgewinne 2001 und 2009 und zahlreiche Vizemeisterschaften untermauert wurde. Die guten Leistungen fanden ihre Krönung in den olympischen Medaillen von 2012 (Silber), 2020 (Bronze) und 2024 (Silber).
Im Februar 2025 gelang der französischen Auswahl in einem EM-Qualifikationsspiel gegen Irland mit einem 125:24 der Sieg mit dem höchsten Punkteunterschied ihrer Geschichte.

## Abschneiden bei internationalen Wettbewerben

### Olympische Spiele
| - 2000 – 5. Platz - 2012 – . Platz - 2016 – 4. Platz - 2020 – . Platz - 2024 – . Platz |

### Weltmeisterschaften
| - 1953 – . Platz - 1964 – 10. Platz - 1971 – 6. Platz - 1979 – 7. Platz | - 1994 – 9. Platz - 2002 – 8. Platz - 2006 – 5. Platz - 2010 – 6. Platz | - 2014 – 7. Platz - 2018 – 5. Platz - 2022 – 7. Platz |

### Europameisterschaften
| - 1938 – 4. Platz - 1950 – 4. Platz - 1952 – 7. Platz - 1954 – 6. Platz - 1956 – 7. Platz - 1958 – 6. Platz - 1962 – 6. Platz - 1964 – 10. Platz - 1966 – 11. Platz - 1968 – 11. Platz | - 1970 – . Platz - 1972 – 4. Platz - 1974 – 7. Platz - 1976 – 4. Platz - 1978 – 4. Platz - 1980 – 11. Platz - 1985 – 8. Platz - 1987 – 8. Platz - 1989 – 8. Platz - 1993 – . Platz | - 1995 – 1. Runde - 1999 – . Platz - 2001 – . Platz - 2003 – 5. Platz - 2005 – 5. Platz - 2007 – 8. Platz - 2009 – . Platz - 2011 – . Platz - 2013 – . Platz - 2015 – . Platz | - 2017 – . Platz - 2019 – . Platz - 2021 – . Platz - 2023 – . Platz - 2025 – 4. Platz |

## Kader
Eine Übersicht des aktuellen Kaders – der Basketball-Europameisterschaft der Damen 2025 – findet sich beispielsweise auf der englischsprachigen Fassung dieses Artikels.
| Spieler | Spieler           | Spieler           | Spieler | Spieler | Spieler  | Spieler                   |
| Nr.     | Name              | Geburt            | Größe   | Info    | Einsätze | Verein                    |
| ------- | ----------------- | ----------------- | ------- | ------- | -------- | ------------------------- |
|         |                   | Guards (PG, SG)   |         |         |          |                           |
| 9       | Céline Dumerc     | 09.07.1982        | 1,69    |         | 250      | Basket Landes             |
| 10      | Sarah Michel      | 10.04.1989        | 1,80    |         | 36       | Basket Lattes Montpellier |
| 12      | Gaëlle Skrela     | 24.01.1983        | 1,77    |         | 65       | Basket Lattes Montpellier |
| 16      | Marine Johannes   | 21.01.1995        | 1,77    |         | 17       | CJM Bourges Basket        |
| 17      | Amel Bouderra     | 26.03.1989        | 1,63    |         | 2        | Flammes Carolo Basket     |
| 22      | Olivia Époupa     | 30.04.1994        | 1,64    |         | 32       | ESB Villeneuve-d’Ascq     |
|         |                   | Forwards (SF, PF) |         |         |          |                           |
| 5       | Nwal-Endéné Miyem | 15.05.1988        | 1,88    |         | 155      | Familia Schio             |
| 11      | Valeriane Ayayi   | 29.04.1994        | 1,84    |         | 43       | ESB Villeneuve-d’Ascq     |
| 21      | Laëtitia Kamba    | 10.01.1987        | 1,87    |         | 16       | Cavigal Nice Basket       |
| 25      | Marielle Amant    | 09.12.1989        | 1,90    |         | 69       | ESB Villeneuve-d’Ascq     |
|         |                   | Center (C)        |         |         |          |                           |
| 4       | Isabelle Yacoubou | 21.04.1986        | 1,90    | (C)     | 139      | Familia Schio             |
| 7       | Sandrine Gruda    | 25.06.1987        | 1,93    |         | 153      | Fenerbahçe İstanbul       |
| 16      | Héléna Ciak       | 15.12.1989        | 1,97    |         | 52       | Dynamo Kursk              |

| Trainer    | Trainer          | Trainer          |
| Nat.       | Name             | Position         |
| ---------- | ---------------- | ---------------- |
| Frankreich | Valérie Garnier  | Cheftrainer      |
| Frankreich | Grégory Halin    | Trainerassistent |
| Frankreich | Olivier Lafargue | Trainerassistent |

| Legende               | Legende               |
| Abk.                  | Bedeutung             |
| --------------------- | --------------------- |
| (C)                   | Mannschaftskapitän    |
|                       | beim Turnier verletzt |
| Quellen               |                       |
| Teamhomepage          |                       |
| Ligahomepage          |                       |
| Stand: 5. August 2016 |                       |

| Legende               | Legende               |
| Abk.                  | Bedeutung             |
| --------------------- | --------------------- |
| (C)                   | Mannschaftskapitän    |
|                       | beim Turnier verletzt |
| Quellen               |                       |
| Teamhomepage          |                       |
| Ligahomepage          |                       |
| Stand: 5. August 2016 |                       |